# Rosocha (województwo warmińsko-mazurskie)
Rosocha (niem. Jägerswalde) – wieś w Polsce położona w województwie warmińsko-mazurskim, w powiecie mrągowskim, w gminie Piecki.
| SIMC    | Nazwa   | Rodzaj     |
| ------- | ------- | ---------- |
| 0486385 | Chostka | przysiółek |
| 0486362 | Rostek  | część wsi  |
| 0486379 | Zakręt  | część wsi  |

W latach 1975–1998 miejscowość położona była w województwie olsztyńskim.